# Барич, Гордан
Гордан Барич (хорв. Gordan Barić; род. 11 августа 1994, Кузнецк, Пензенская область) — хорватский футболист, защитник клуба «Интер» (Запрешич).

## Карьера
Воспитанник команды «Интер Запрешич». Взрослую карьеру начал в клубе «Бистра» во второй лиге Хорватии. В июле 2015 года подписал контракт с клубом первой лиги «Славен Белупо». Дебютировал в высшей лиге 27 ноября 2015 года, отыграв первый тайм против клуба «Сплит». Летом 2017 года перешёл в клуб «Локомотива».